# The Sweetest Mango
The Sweetest Mango é um filme de comédia romântica antiguano de 2001 dirigido e escrito por Howard Allen e Mitzi Allen. Primeiro filme produzido em Antígua e Barbuda, segue a história de uma jovem que retorna à sua terra-natal, Antígua, após uma longa estadia no Canadá, reajustando-se à vida na pequena ilha.

## Elenco
- Centelia Browne
- Denise Francis
- Janil Greenaway
- Julie Hewlett
- Berni Isaac
- Jermilla Kirwan
- Omar Mathurin
- Mervyn Richards